# 测光模式
测光模式是指照相机通过测量主体的亮度以决定正确曝光的模式。常见的模式有点测光、中央权重测光、平均测光等。

## 点测光
点测光测光范围很小，可以对某个非常狭窄区域进行测光（读取），从而着重表现这一部位。顾名思义，点测光可以指向并读取一个很小的光点。另外还有一种局部测光与点测光类似，用于由于逆光等原因使背景比主体亮时。当现场光线比较复杂，被摄主体与环境光亮有较大差异的时候，也应使用点测光。

## 中央权重测光
这种测光模式重点在画面的中央测光，然后对整个场景进行平均，能够兼顾画面的边缘。适合于拍摄光照反差较大的风景照或运动照片。

## 平均测光
平均测光也称区域测光、分割测光、多分区测光。这种测光模式是将画面分成数个区域，各自独立运算后再统合整理，取得一个完整曝光值。这种测光模式最早由尼康开发，现为一种非常常用的测光模式。适合于拍摄风景、团体照片等，在拍摄顺光、前侧光，或者大面积亮度均匀的场景时最为有效。